# Meritxell Mas

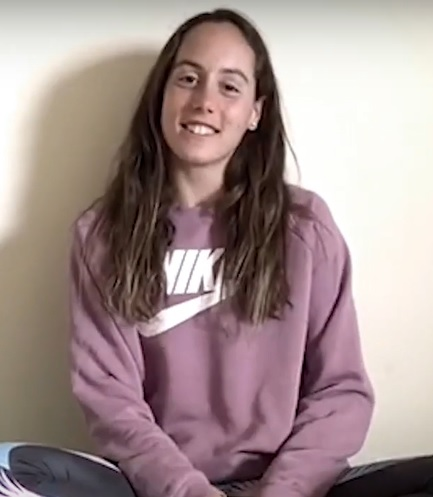
Meritxell Mas (2020)

Meritxell Sara Mas Pujadas (* 25. Dezember 1994 in Granollers) ist eine spanische Synchronschwimmerin. Sie gewann 2024 eine olympische Bronzemedaille. Bei Weltmeisterschaften gewann sie bis 2024 einmal Gold, viermal Silber und zweimal Bronze. Bei Europameisterschaften erhielt sie eine Goldmedaille, zwei Silbermedaillen sowie vier Bronzemedaillen.

## Sportliche Karriere
Meritxell Mas schwimmt für den CN Les Franqueses in Barcelona.
Mas nahm 2010 an den Juniorenweltmeisterschaften teil und wurde Sechste in der Gruppenwertung und Fünfte in der Kombination. Im Jahr darauf gewann Mas in der Gruppe und in der Kombination jeweils die Silbermedaille. 2012 gewannen die Spanierinnen bei den Juniorenweltmeisterschaften Bronze in der Kombination.
Nachdem Mas bereits 2011 im Weltcup in der spanischen Mannschaft gestartet war, nahm sie 2013 in Barcelona erstmals an Weltmeisterschaften teil. Die spanische Gruppe gewann sowohl im technischen Programm als auch im freien Programm und in der Kombination jeweils Silber hinter den Russinnen. Im Jahr darauf bei den Europameisterschaften 2014 in Berlin gewannen die Spanierinnen Bronze in der Gruppe und Silber in der Kombination. 2015 bei den Weltmeisterschaften in Kasan gewannen die Russinnen alle Gruppenwettbewerbe vor den Chinesinnen, die Spanierinnen wurden jeweils Fünfte. 2016 wurde Mas bei den Europameisterschaften in London Dritte mit der Gruppe und Vierte in der Kombination. Für die Olympischen Spiele 2016 fiel Mas wegen einer Hüftoperation aus.
2017 bei den Weltmeisterschaften in Budapest belegte Mas mit der spanischen Mannschaft den sechsten Platz im technischen und im freien Wettbewerb, in der Kombination wurden die Spanierinnen Fünfte. Bei den Europameisterschaften 2018 in Glasgow wurde Mas mit der Gruppe Vierte im freien und im technischen Programm. In der Kombination gewann die spanische Gruppe die Bronzemedaille. Im Jahr darauf wurde Mas bei den Weltmeisterschaften 2019 in Gwangju Sechste mit der Mannschaft. Im Highlight-Wettbewerb wurden die Spanierinnen Dritte.
Bei den wegen der COVID-19-Pandemie erst 2021 ausgetragenen Europameisterschaften in Budapest wurde Mas Dritte im Teamwettbewerb für das technische Programm und Zweite im Teamwettbewerb für das freie Programm. Bei den ebenfalls erst 2021 ausgetragenen Olympischen Spielen in Tokio erreichte die spanische Mannschaft den siebten Platz.
2022 bei den Weltmeisterschaften in Budapest erreichte Mas mit der Gruppe den vierten Platz im freien Programm und den dritten Platz im Highlight-Wettbewerb. Im Juni 2023 bei den Europaspielen in Oswiecim siegte Mas mit der Gruppe im technischen Programm. Bei den Weltmeisterschaften in Fukuoka siegten die Spanierinnen im technischen Gruppenwettbewerb. Im freien Wettbewerb wurden die Spanierinnen Vierte.
Bei den Weltmeisterschaften 2024 in Doha wurden die Spanierinnen im technischen Gruppenwettbewerb Zweite hinter den Chinesinnen. Im Juni 2024 bei den Europameisterschaften in Belgrad siegten die Spanierinnen im technischen Gruppenwettbewerb. Bei den Olympischen Spielen in Paris fand zuerst der Gruppenwettbewerb statt. Die Chinesinnen gewannen vor der Gruppe aus den Vereinigten Staaten. Dahinter erschwammen Txell Ferré Gaset, Marina García Polo, Lilou Lluís Valette, Meritxell Mas, Alisa Ozhogina, Paula Ramírez, Iris Tió und Blanca Toledano die Bronzemedaille vor den Französinnen. Im Duett traten dann wie schon in Tokio Ozhogina und Tió an.